# Otto Ringleb
Otto Ringleb (*  17. Mai 1875 in Arneburg; † 8. November 1946 in Berlin) war ein deutscher Urologe und Hochschullehrer in Berlin und SS-Führer.

## Leben
Ringleb studierte an der Universität Jena und der Friedrichs-Universität Halle Medizin. Ab 1898 war er Mitglied der Corps Guestphalia Jena und Borussia Halle. Nach dem Examen war Ringleb an der Charité tätig, wo er sich 1912 habilitierte. Ringleb begründete die Endoskopie der Harnblase. Ab 1924 war er a.o. Professor und ab 1937 o. Professor an der Friedrich-Wilhelms-Universität zu Berlin. Dort war er Inhaber des ersten deutschen Lehrstuhls für Urologie. An der Berliner Charité leitete er die Urologische Abteilung. Zu seinen Schülern gehörte unter anderem Karl Heusch. Zum 12. September 1937 trat er der SS bei (SS-Nummer 284.656) und stieg in dieser Organisation zum 21. Juni 1944 zum SS-Oberführer auf. Bei dem Bevollmächtigten für das Gesundheitswesen Karl Brandt war Ringleb ab 1944 noch Angehöriger des wissenschaftlichen Beirates. Ringleb war Herausgeber der „Zeitschrift für Urologie“. 1945 wurde er nach dem Ende des  Zweiten Weltkrieges von der  US-amerikanischen Besatzungsmacht in  Automatischen Arrest genommen. Die Lehrbefugnis wurde ihm entzogen.

## Werke
- Das Kystoskop. Eine Studie seiner optischen und mechanischen Einrichtung und seiner Geschichte. Lehrbuch für Aerzte und Studierende. Werner Klinkhardt, Leipzig 1910
- mit Friedrich Fromme: Lehrbuch der Kystophotographie. Ihre Geschichte, Theorie und Praxis.